# Башня Вулыха
Ба́шня Ву́лыха — одна из советских типовых серий многоэтажных жилых домов смешанного типа с внутренним сборным несущим железобетонным каркасом и наружными несущими кирпичными стенами. Годы строительства — с 1966 по 1995 год. Входит в состав серии домов II-67. Проект разработан советским архитектором Ефимом Вулыхом в 1963 году. Под его руководством реализовывались также схожие проекты Смирновская и Тишинская, которые, однако, не получили столь широкого распространения по сравнению с четырнадцатиэтажной башней Вулыха.
В Советском Союзе квартиры в таких домах считались элитными, поэтому дома этих серий строились, в основном, точечно в сложившихся микрорайонах по специальному заказу государственных ведомств, крупных предприятий и жилищно-строительных кооперативов.

## Описание
Данная типовая серия, в отличие от распространённых панельных серий, имеет ряд необычных конструктивных решений. Сборным, то есть производящимся заранее на заводе, а не на стройке, является лишь внутренний каркас здания, состоящий из железобетонных колонн и ригелей, которые опираются на колонны. К другой конструктивной особенности серии относится выполнение наружных стен из кирпича. Применение именно каркасного типа несущих конструкций вместо распространённого для типовых серий стенового относится к одним из самых явных преимуществ данной серии, поскольку все межкомнатные и межквартирные стены, таким образом, запроектированы не несущими, что даёт широкие возможности для применения различных вариантов планировок квартир.
Наружные стены данной серии возводились непосредственно на стройке из керамического кирпича (в разных городах — как правило, разного цвета) на цементно-песчаном растворе. В сравнении с панельными зданиями это, с одной стороны, обеспечило таким домам отличные теплотехнические показатели и избавило от стыков фасадных навесных панелей, разгерметизация которых является слабым местом панельных домов. Однако, с другой стороны, в сравнении с панельными зданиями возведение таких стен требовало больше времени, трудозатрат и, в целом, было гораздо дороже.
Планировки квартир в домах данной серии отличаются просторными кухнями, прихожими и лоджиями. Башни Вулыха считаются одними из самых удачных и просторных среди типовых серий домов, за исключением квартир, где кухня граничит с туалетом. Достаточно много башен Вулыха построено не только в Москве, но и в крупных индустриальных городах, при этом количество этажей могло уменьшаться до двенадцати и даже до девяти.

## Основные характеристики
| Количество секций (подъездов) | 1                                                                |
| Этажность                     | чаще всего — 14, но бывает 9, 12, 15, 16, 18                     |
| Высота потолков, м            | 2,70                                                             |
| Лифты                         | пассажирский грузоподъёмностью 400 кг и грузопассажирский 630 кг |
| Балконы                       | лоджии во всех квартирах                                         |
| Количество квартир на этаже   | 8                                                                |
| Перспектива сноса             | Сносу не подлежат                                                |

## Площади квартир
| Комнатность          | Общая, м² | Жилая, м² | Кухня, м² |
| 1-комнатная квартира | 34—35     | 20        | 8         |
| 2-комнатная квартира | 53—54     | 33—36     | 9         |
| 3-комнатная квартира | 74        | 49—51     | 9,5       |

## Строительные конструкции
| Санузлы                   | раздельные |
| Лестницы                  | незадымляемые, отделены от квартирного блока открытой общей лоджией                                               |
| Мусоропровод              | на площадке, с загрузочным клапаном на каждом этаже                                                               |
| Вентиляция                | естественная вытяжная, блоки в кухне и в сантехкабине (санузле)                                                   |
| Наружные стены            | выполнены из керамического кирпича на цементно-песчаном растворе, общая толщина стен 51 см                        |
| Межквартирные перегородки | сдвоенные гипсобетонные прокатные панели толщиной по 8 см с воздушным зазором между ними в 4 см для звукоизоляции |
| Межкомнатные перегородки  | гипсобетонные прокатные панели толщиной 8 см                                                                      |
| Внутренние опоры          | Сборные железобетонные колонны сечением 40×60 см                                                                  |
| Балки                     | Сборные железобетонные ригели и балки с опиранием на внутренние несущие колонны и наружные стены                  |
| Перекрытия                | многопустотные сборные панели толщиной 22 см                                                                      |
| Несущие конструкции       | Колонны, ригели, наружные стены                                                                                   |
| Тип кровли                | плоская |

## Фотогалерея

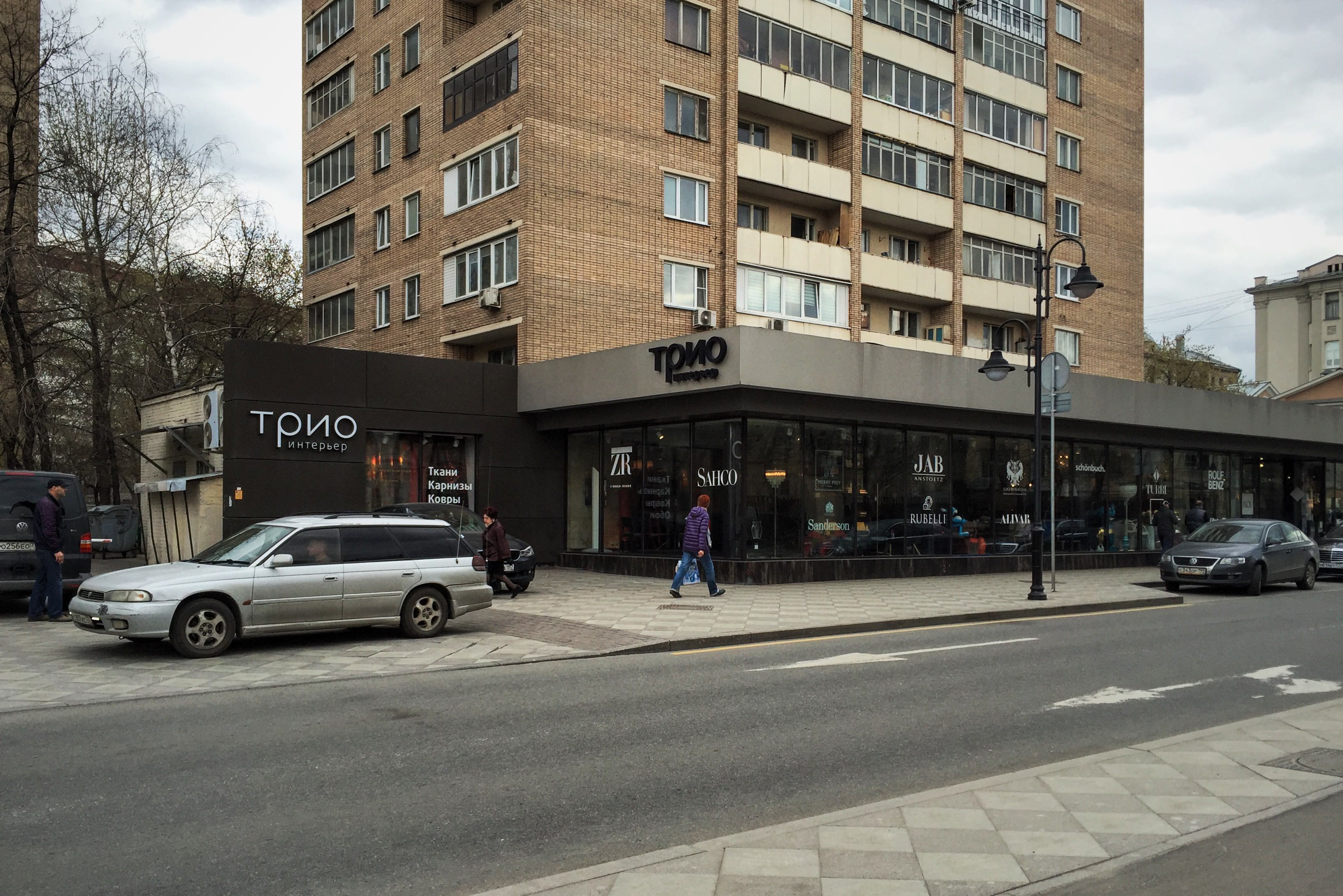
в Замоскворечье, Москва
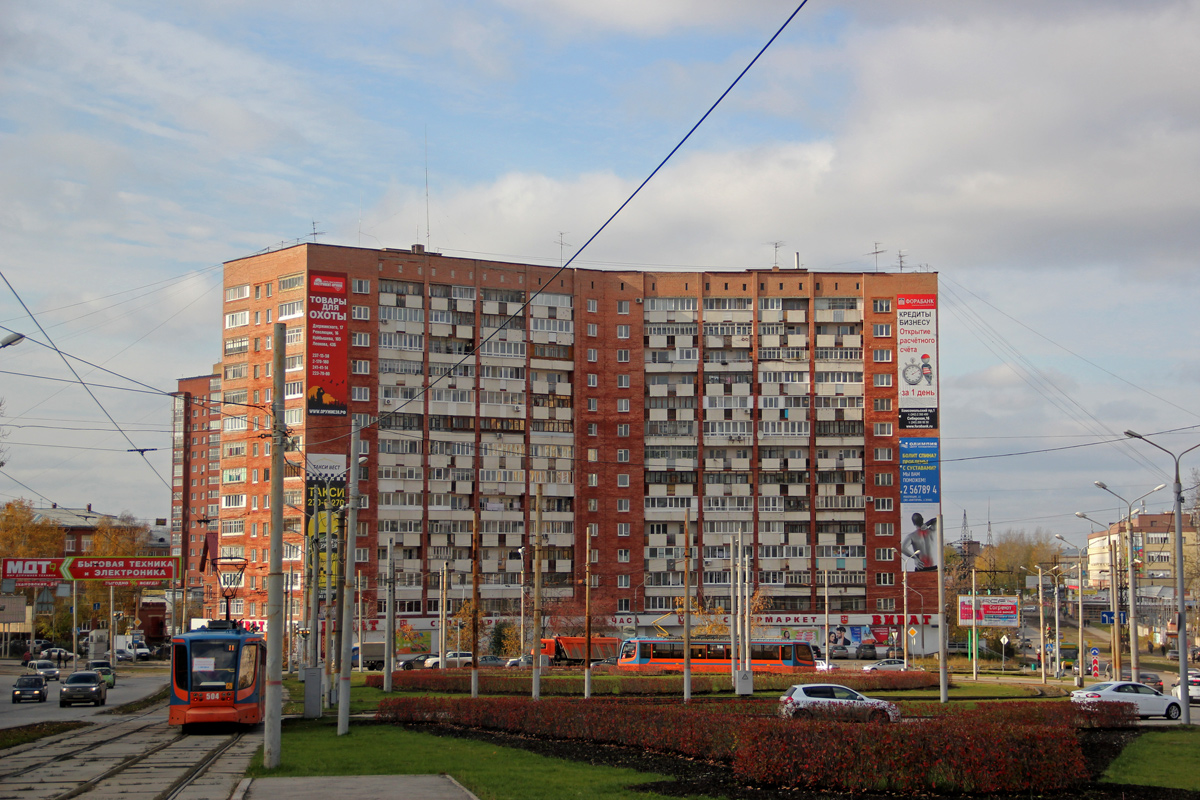
«Дом-книжка» в Перми
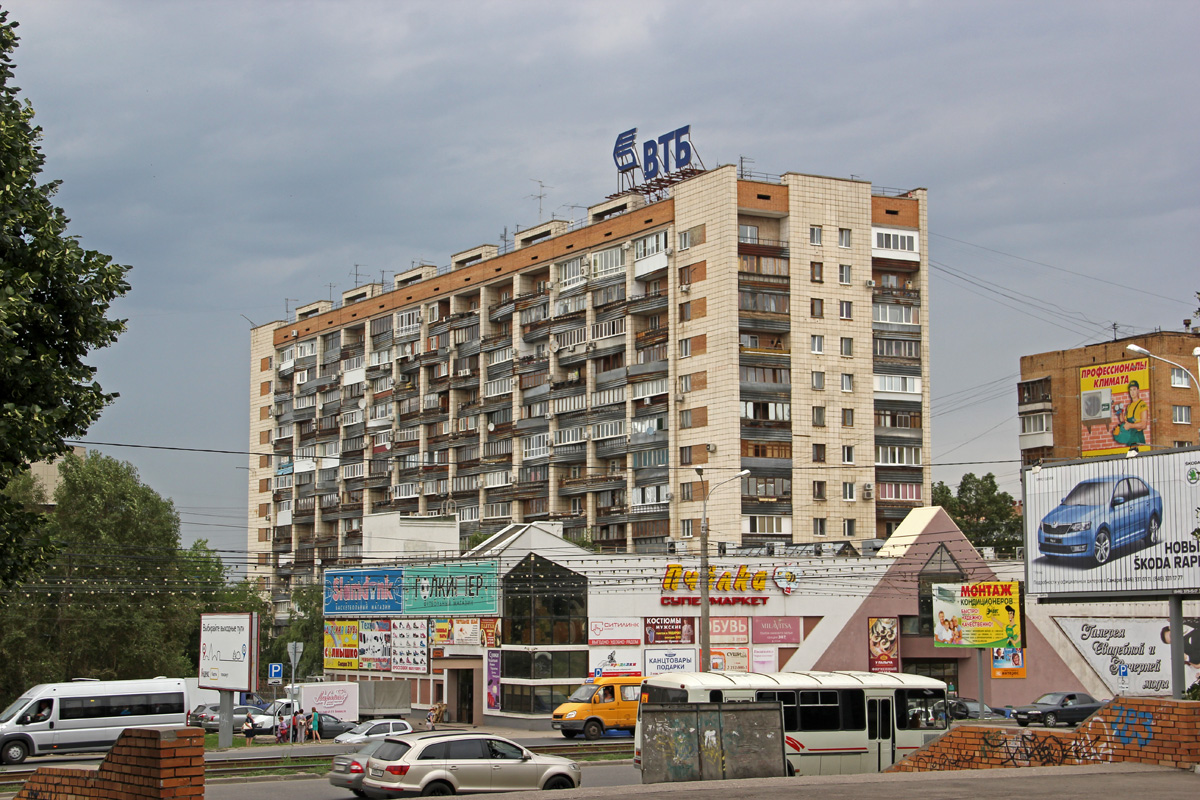
Трёхподъездный дом в Самаре
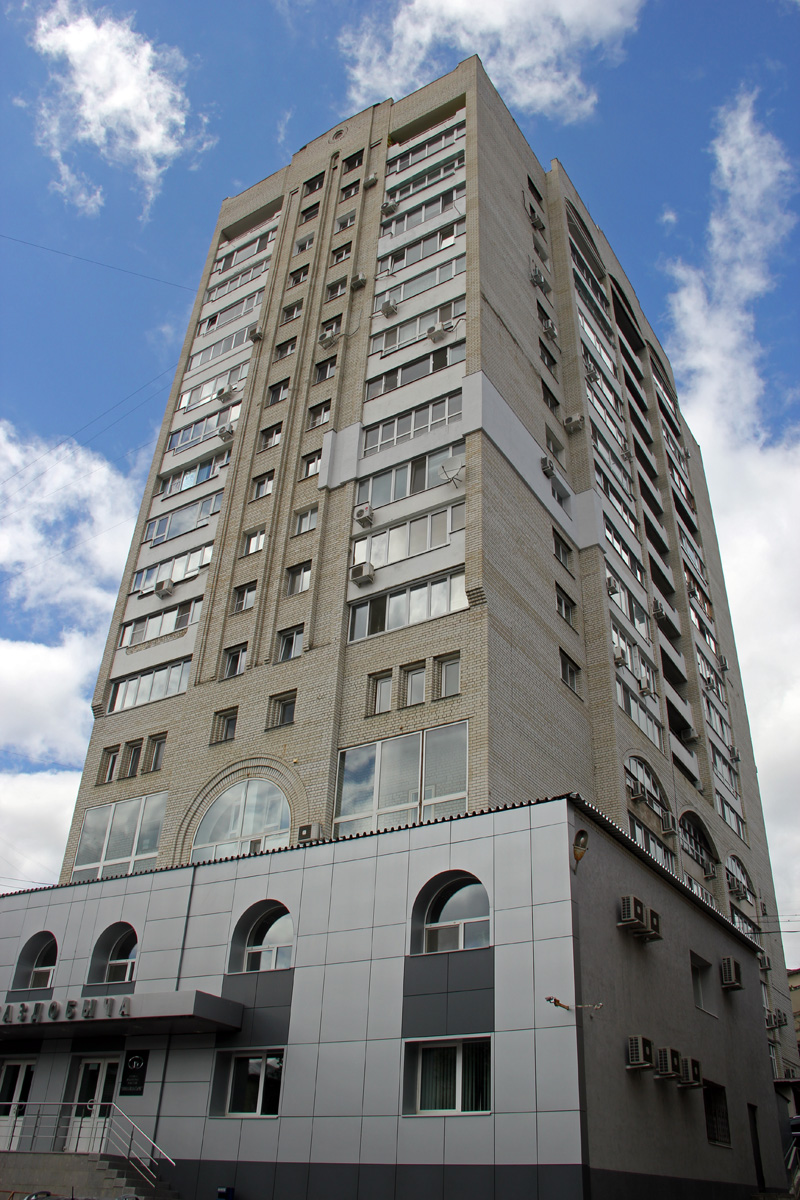
17-этажный дом в Саратове
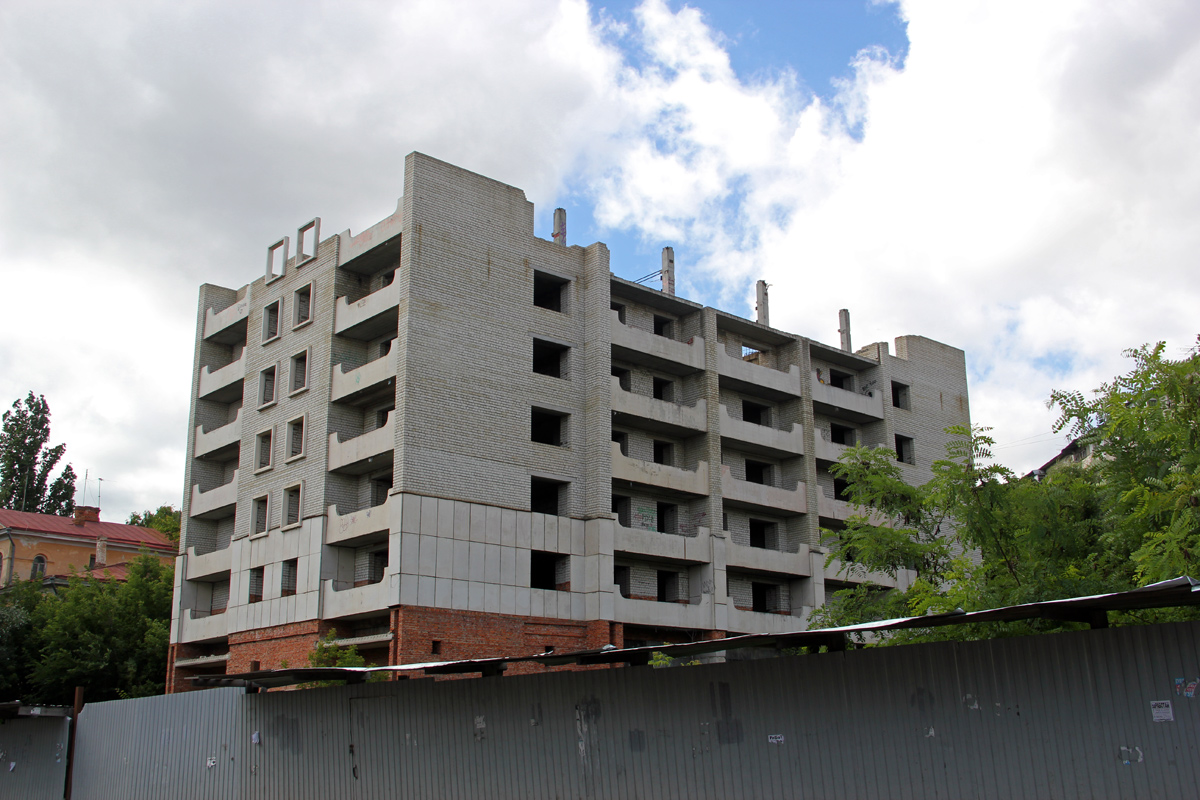
Недостроенный дом в Саратове
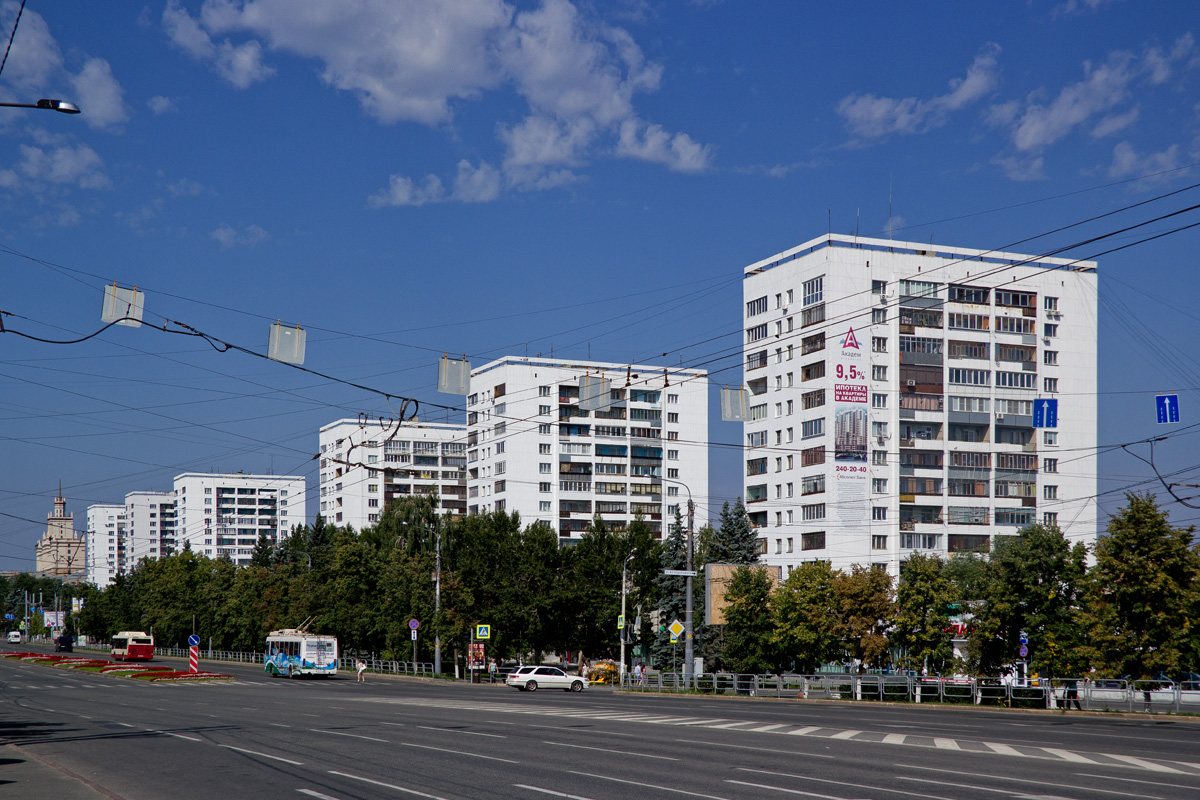
в Челябинске
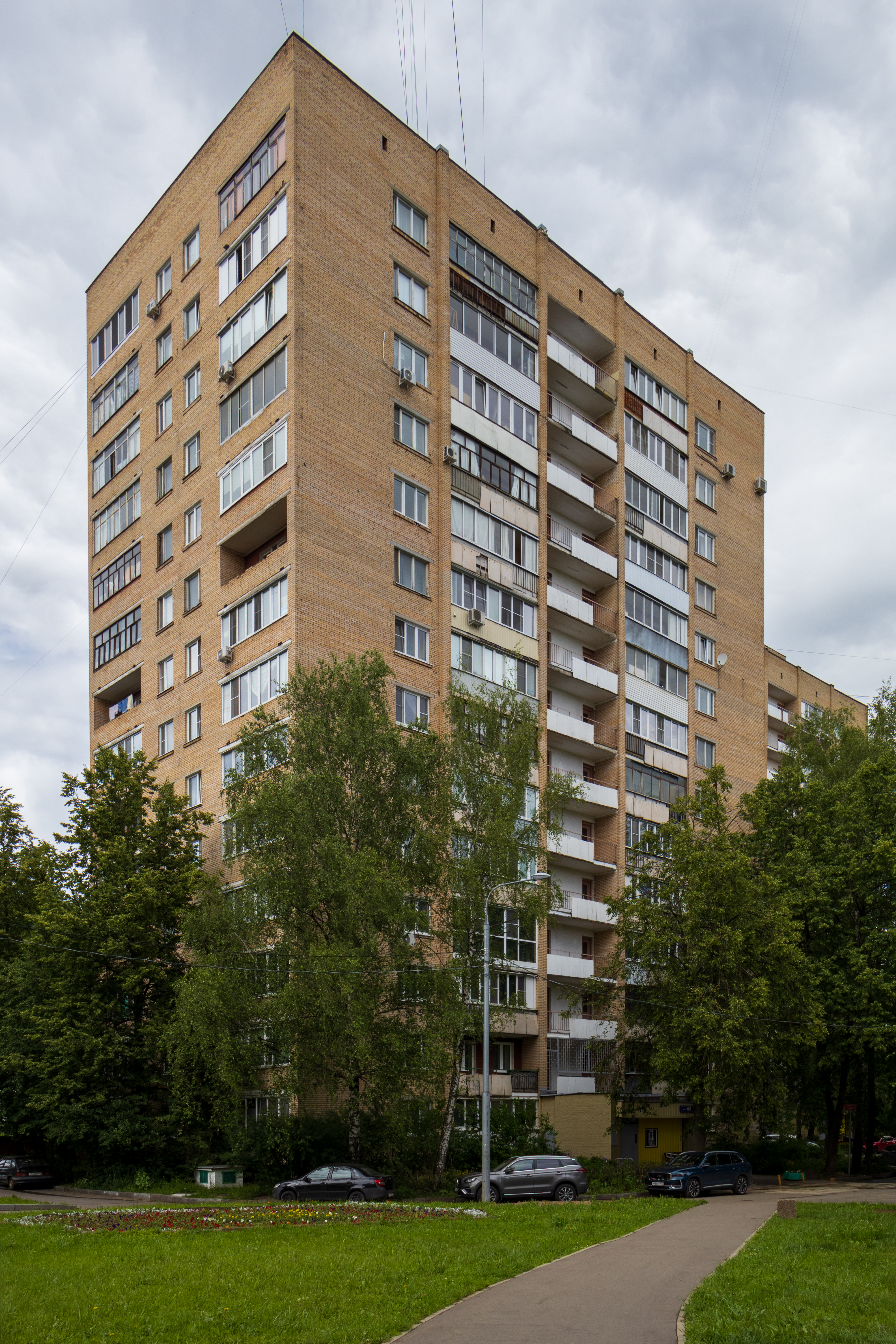
в Зеленограде

## Примечание
1. ↑  Дома серии башня Вулыха (II-67). Здания ру. Дата обращения: 21 июня 2023.
2. ↑  ПланировкаКвартир.рф — информационный портал. Дата обращения: 7 июня 2022. Архивировано 5 августа 2020 года.
3. ↑  II-67 Типовой проект II-67 (Башня Вулых) 14-этажный односекционный 112-квартирный жилой дом со стенами из кирпича и внутренним ж/б каркасом 1972 г. ВКонтакте (28 февраля 2017). Дата обращения: 21 июня 2023.